# Palpolinnaemyia perorbitalis
Palpolinnaemyia perorbitalis är en tvåvingeart som beskrevs av Townsend 1927. Palpolinnaemyia perorbitalis ingår i släktet Palpolinnaemyia och familjen parasitflugor.
Artens utbredningsområde är Peru. Inga underarter finns listade i Catalogue of Life.